# Ranunculus sewerzowii
Ranunculus sewerzowii är en ranunkelväxtart som beskrevs av Eduard August von Regel. Ranunculus sewerzowii ingår i släktet ranunkler, och familjen ranunkelväxter. Inga underarter finns listade i Catalogue of Life.